# Route européenne 952
Pour les articles homonymes, voir E952 et Route 952.
La route européenne 952 est une route reliant Actium à Lamía.